# Long Châu, Sùng Tả

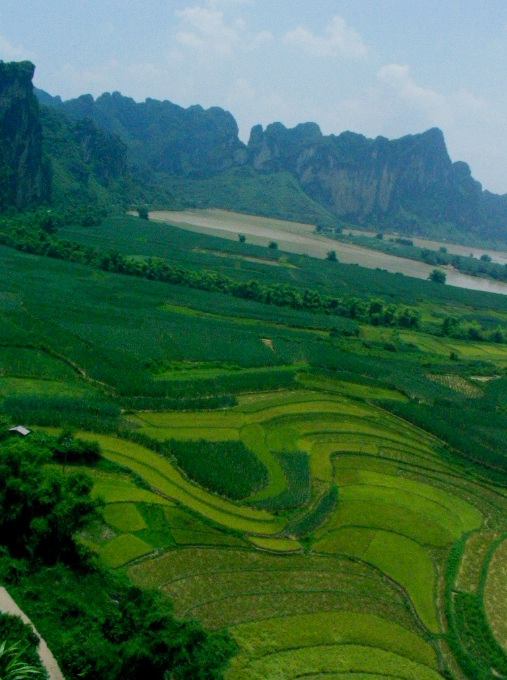
Phong cảnh Long Châu, chụp tại hương Thượng Kim

Long Châu (tiếng Tráng: Lungzcou, chữ Hán giản thể: 龙州县, Hán Việt: Long Châu huyện, bính âm: Lóngzhōu Xiàn), là một huyện thuộc địa cấp thị Sùng Tả (崇左, Chóngzuǒ) của khu tự trị dân tộc Choang Quảng Tây, Trung Quốc. Huyện này có diện tích là 2.317,8 km², dân số năm 2010 là 260.200 người, 95,89% là người Choang. Phía đông và phía nam giáp Đại Tân, Giang Châu, Ninh Minh, Bằng Tường; phía tây giáp tỉnh Cao Bằng của Việt Nam với đường biên giới dài 184 km.

## Phân chia hành chính
Huyện này có 5 trấn và 8 hương, bao gồm:
- Trấn:
  - Long Châu, Hưởng Thủy, Kim Long, Hạ Đống, Thủy Khẩu.
- Hương:
  - Hà Tú, Bân Kiều, Thượng Kim, Thượng Long, Trục Bặc, Vũ Đức, Thượng Hàng, Bát Giác.